# Adam-Müller-Guttenbrunn-Stiftung

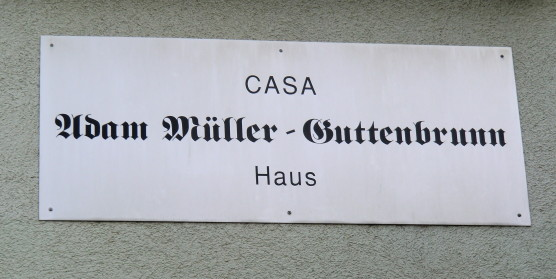
Adam-Müller-Guttenbrunn-Haus

Die Adam-Müller-Guttenbrunn-Stiftung (kurz AMG-Stiftung) ist eine soziale und kulturelle Einrichtung in der rumänischen Stadt Timișoara (dt. Temeswar). Sie wurde 1994 mit Unterstützung des Innenministeriums der Bundesrepublik Deutschland gegründet. Benannt ist sie nach dem Dichter und Kulturpolitiker Adam Müller-Guttenbrunn.

## Gründung
Der Verein, der dieser Einrichtung zu Grunde liegt, ist das Hilfswerk der Banater Schwaben e. V. Das Hilfswerk wurde 1989 auf Initiative von Helmut Schneider gegründet. Was 1989 mit Lebensmittelpaketen und Hilfsgütersendungen begann, hat sich zu einem wichtigen sozialen Projekt für die Region entwickelt. Mit Hilfe des Bundesministeriums des Innern konnte Helmut Schneider 1994 mit dem Adam-Müller-Guttenbrunn-Haus in Timișoara ein Musterprojekt schaffen. Das AMG-Haus ist Hauptbestandteil der AMG-Stiftung.

## Zweck
Die Adam-Müller-Guttenbrunn-Stiftung in Timișoara zur Unterstützung der deutschen Minderheit im Banat umfasst einen sozialen und einen kulturellen Bereich. Zwischen 1992 und 1994 wurde der Neubau der Adam-Müller-Guttenbrunn-Stiftung in Timișoara errichtet. Dieser wurde 1994 in Anwesenheit des damaligen Außenministers der Bundesrepublik Deutschland Klaus Kinkel feierlich eröffnet.

## Sozialer Bereich
Der soziale Bereich der AMG-Stiftung umfasst die Altenheime in Timișoara, Bakowa, Sanktanna und die Sozialstationen in Billed und Großsanktnikolaus. Leiter des Altenheimes ist seit dessen Gründung Helmut Weinschrott.

### Altenheim in Timișoara
Das an der Strada Gheorghe Lazar verkehrsgünstig gelegene Gebäude wurde 1994 in Betrieb genommen. Es umfasst ein Altenheim, eine Sozialstation, eine Hauskapelle, ein Museum im 5. Stock sowie vier Gästezimmer für die Besucher der Heimbewohner.
Im Jahr 2009 betreute das Haus 84 Heiminsassen, täglich wurde im Schnitt an 100 Personen Essen auf Rädern ausgeliefert, und zirka 70 Senioren kamen täglich zum Mittagessen ins Haus.

### Außenstellen
- Das Altenheim Bakowa ist die älteste Außenstelle und wurde 2001 gegründet. Dort werden 17 Personen in stationärer Pflege betreut, zusätzlich werden ca. 40 Dorfbewohner mit Essen auf Rädern versorgt. Etwa 40 Kinder bekommen täglich eine warme Mahlzeit im Speisesaal des Altenheimes.
- Das Altenheim Sanktanna wurde 2002 eröffnet. Dort werden 40 Personen in stationärer Pflege betreut, 20 Personen werden mit Essen auf Rädern versorgt und 15 Kinder bekommen täglich eine warme Mahlzeit.
- Die Sozialstation Billed wurde 1994 gegründet. Hier werden 20 Personen in ambulanter Pflege betreut, sie bekommen täglich ein warmes Essen. Den Personen, die ihr Essen nicht mehr selbst abholen können, wird eine Mahlzeit mit Essen auf Rädern nach Hause geliefert.
- Die Sozialstation Großsanktnikolaus wurde 1994 eröffnet. Hier werden 20 Personen in ambulanter Pflege betreut, sie bekommen täglich eine warme Mahlzeit, die mit Essen auf Rädern in ihr Heim geliefert wird.

Etwa 35 % der Heiminsassen sind Pflegefälle. Pro Heim und Schicht beschäftigt jedes Haus je eine Krankenschwester und einen Pfleger.

## Politischer Bereich
Im AMG-Haus hat auch das Demokratische Forum der Deutschen im Banat (kurz DFDB) seinen Sitz, welches sich als politisches Organ der deutschen Minderheit im Banat versteht. Das Forum wurde am 5. Januar 1990 als Interessenvertretung der verbliebenen Banater aus der deutschen Volksgruppe gegründet.
Der erste Sitz des Forums war im Nikolaus-Lenau-Lyzeum. Seit der Fertigstellung des AMG-Hauses im Jahre 1994 befindet sich der Sitz des Forums im linken Flügel des Hauses. Zurzeit ist Ovidiu Ganț als Forumsabgeordneter im rumänischen Parlament vertreten. Desgleichen ist das Forum auch im Stadtrat von Timișoara durch Helene Wolf, Direktorin des Nikolaus-Lenau-Lyzeums, vertreten. Vorsitzender des DFDB war bis 2014 Karl Singer. Seit 2014 hat Johann Fernbach den Vorsitz inne.

## Kultureller Bereich

### Kulturveranstaltungen
Der kulturelle Bereich des DFDB steht unter der Leitung des Vorsitzenden Karl Singer.
- Heimattage der Banater Deutschen
- Temeswarer deutschen Kulturtage
- Kulturdekade der Berglanddeutschen
- Deutschen Literaturtage in Reschitza

Zur Gestaltung eines eigenständigen Kulturlebens war man neben den traditionellen Einrichtungen wie Schule und Kindergarten bestrebt neue Kultur- und Bildungseinrichtungen zu gründen. So entstanden zahlreiche Trachten-, Tanz-, Musik- und Jugendvereine. Im gemeinsamen Verbund gibt es die folgenden Vereine und Aktivitäten im AMG-Haus:
- die Volkshochschule Timișoara
- der Jugendtrachtenverein Banater Rosmarein
- die Seniorentanzgruppe Bunter Herbstreigen
- die Deutsche Volksbibliothek Temeswar
- Symposien, Tagungen, Vorträge, Seminare, Rundtischgespräche, Kulturfestivals
- Vorstellungen von Publikationen in eigener Ausgabe
- Chortätigkeit des Temeswarer Liederkranzes
- Seminare der Stiftung für internationale Kooperation Banatia
- Öffentlichkeitsarbeit der Stefan-Jäger-Stiftung
- Literaturkreis Stafette

Die Gründung des Literaturkreises Stafette unter der Leitung von Annemarie Podlipny-Hehn hat maßgeblich zum Entstehen einer neuen Generation von jungen Menschen beigetragen. Hierbei handelt es sich vornehmlich um Schüler des Nikolaus-Lenau-Lyzeums, die zwar keine deutschen Muttersprachler sind, sich aber der deutschen Sprache und Kultur verbunden fühlen.
Seit 2002 beteiligen sich jährlich Schüler des Nikolaus-Lenau-Lyzeums am Europäischen Literaturwettbewerb. Zahlreiche Preisträger sind aus diesem Literaturkreis hervorgegangen.

### Museale Dauerausstellung

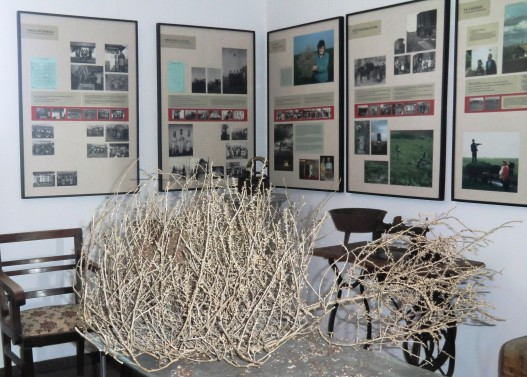
Museale Dauerausstellung
Raum Deportation in die Bărăgan-Steppe

Die museale Dauerausstellung wurde von dem Leiter des AMG-Hauses Helmut Weinschrott in mühseliger Kleinarbeit ins Leben gerufen. Sie befindet sich in der obersten Etage des AMG-Hauses und umfasst mehrere Räume, die den Alltag und das Schicksal der Banater Schwaben dokumentieren:
- die gute Stube
- die Küche
- der Geräteschuppen
- die Speisekammer
- das Klavier
- die Russlanddeportation
- die Deportation in die Bărăgan-Steppe
- Trachtenausstellung
- Fotoausstellung

## Wirtschaftlicher Bereich
Auch den wirtschaftlichen Ansprüchen wurde Rechnung getragen. So entstand:
- 1991: die Stiftung für Internationale Kooperation Banatia, finanziert vom Innenministerium der Bundesrepublik Deutschland
- 1996: die Stefan-Jäger-Stiftung zur Förderung der Berufsausbildung von Jugendlichen sowie zur Förderung der Traditions- und Brauchtumspflege

Die AMG-Stiftung finanziert sich aus:
- Beiträgen der betreuten Personen des Altenheims
- Subventionen seitens des rumänischen Staates
- Schenkungen und Subventionen seitens der Bundesrepublik Deutschland über das Hilfswerk der Banater Schwaben e. V.
- Zuwendungen der Berchtesgaden trifft Rumänien AG